# 이나바 마사노부
이나바 마사노부(일본어: 稲葉正諶 いなば まさのぶ[*])는 에도 시대 중기부터 후기까지 살았던 다이묘이다. 통칭 사치노스케(幸之助), 토쇼(図書), 헤이부(兵部)이다. 야마시로 요도번 7대 번주이자, 마사나리계 이나바가 종가 11대 당주이다. 관위는 종4위하 시종이다.

## 생애
5대 번주 이나바 마사요시의 차남으로 태어났다. 정실은 마츠다이라 무네노부의 딸이고, 여러 명의 측실을 두었다.
안에이 2년 (1773년) 11월 6일, 선대 번주이자 형인 마사히로가 후사 없이 요절하였기 때문에, 양사자로써 뒤를 이었다. 안에이 3년 3월 1일, 10대 쇼군 도쿠가와 이에하루를 배알했다. 같은 해 9월 21일, 요도성 파괴 및 흉작의 연속으로 막부로부터 5천량을 빌렸다. 같은 해 12월 18일, 종5위하 탄고노카미에 취임했다.
덴메이 원년 (1781년) 4월 21일, 소샤반에 취임한다. 덴메이 7년 4월 19일, 지샤부교에도 취임한다. 덴메이 8년 6월 26일, 지샤부교에서 해임된다. 간세이 4년 (1729년) 12월 16일, 종4위하로 승진한다. 교와 2년 (1801년) 10월 19일, 오사카 죠다이에 취임한다. 분카 원년 (1804년) 1월 23일, 교토쇼시다이에 취임하여, 시종에 임관한다. 간세이 개혁에도 참가했다.
분카 3년 (1806년) 8월 24일, 58세의 나이로 사망하여, 뒤는 차남 마사나리가 이었다.

## 가족관계
- 아버지 : 이나바 마사요시 (1718년 ~ 1771년)
- 어머니 : 불명
- 양아버지 : 이나바 마사히로 (17147년 ~ 1773년)
- 정실 : 이호 (五百) - 마츠다이라 무네노부의 딸
  - 차남 : 이나바 마사나리 (1775년 ~ 1815년)
- 생모불명의 자녀
  - 3남 : 이나바 마사요 (1804년 ~ 1878년?)
  - 7남 : 이나바 마사모리
  - 딸 : 히로하타 사키히데의 정실
  - 딸 : 나이토 요리모치의 정실 - 후의 이나바 마사요시의 정실
  - 딸 : 오오카 타다카타의 정실

| 전임 이나바 마사히로 | 제7대 요도번 번주 1773년 - 1806년 | 후임 이나바 마사나리 |